# Laëtitia Guapo
Laëtitia Guapo (Clermont-Ferrand, 25 ottobre 1995) è una cestista francese.